# Права ЛГБТ+ особа у Холандији
| \| \| \| \| Застава Холандије \| Застава дугиних боја \| |                                                                           |
| Положај Холандије                                        |                                                                           |
| Законска регулатива                                      |                                                                           |
| Легализација хомосексуалности                            | – 1811. године                                                            |
| Родни идентитет                                          |                                                                           |
| Антидискриминациони закони                               | - Забрањује све облике дискриминације и закон препознаје злочин из мржње. |
| Узраст сексуалне сагласности                             | Да                                                                        |
| Војна служба                                             | Да                                                                        |
| Породична права                                          |                                                                           |
| Брак                                                     | Дозвољен од 2001.                                                         |
| Истополна заједница                                      | Да                                                                        |
| Усвајање                                                 | - од 1998.                                                                |
| Ин витро фертилизација за лезбијке                       | Да                                                                        |
| ЛГБТ+ у Холандији                                        |                                                                           |
| Организације                                             |                                                                           |
| Права                                                    |                                                                           |
| Медији                                                   |                                                                           |
| Догађаји                                                 |                                                                           |
| Особе                                                    |                                                                           |
| Значајна места                                           |                                                                           |
| ЛГБТ+ портал                                             |                                                                           |
| Застава Холандије                                        | Застава дугиних боја                                                      |
| Застава Холандије                                        | Застава дугиних боја                                                      |

Холандија је једна од најлибералнијих земаља на свету када су у питању права њених ЛГБТ грађана. Хомосексуалност је декриминализована још 1811, а од 1. априла 2001. омогућено је склапање брака између особа истог пола. Холандија је била прва земља у свету која је признала истополне бракове. У централном делу земље, познатом као Библијски појас, али и на југу, не влада толеранција према ЛГБТ особама једнака оној као на северу или западу земље.
У анкети спроведеној 2011. године, 90% испитаних становника Холандије рекло је да хомосексуалци и лезбијке заслужују да уживају подједнака права као и људи хетеросексуалне оријентације. Ово мишљење деле и емигранти из Индије. Мароканци и Турци су конзервативнији, будући да се, према истој анкети, само 30% Турака и 25% Мароканаца слаже да хомосексуалци и лезбијке треба да имају иста права као и хетеросексуалци.
У Холандији живи око милион гејева и лезбијки, од којих је око петнаест хиљада у брачној заједници. Амстердам је велики светски центар геј туризма и једно од најбољих места за живот геј мушкарца.

## Развој права ЛГБТ особа у Холандији

### 18. и 19. век
Содомија је у 18. веку у Холандији била злочин кажњаван смртном казном. Власти су започеле погром хомосексуалаца 1730. године, када је јавно погубљено неколико стотина мушкараца осумњичених да су имали однос са другим мушкарцем. Када је Француска окупирала Холандију 1811. године, нова власт је увела Наполеонов кодекс, који, између осталих, гарантује и слободу сексуалног опредељења. Тиме је хомосексуалност у земљи званично легализована – Холандија је била пета земља у свету која је донела такав закон. Након проглашења независности 1813. године, закон је остао непромењен и важећи. Ипак, упркос том закону, у друштву су били присутни јак анимозитет и притајена мржња према хомосексуалности, коју су називали verkeerde liefhebber (погрешне љубави).

### 20. век

#### 1900 — 1939
Године 1911. владајућа хришћански оријентисана странка је донела закон којим се узраст сексуалне сагласности за хомосексуалце и лезбијке повећава на 21 годину старости, док је за хетеросексуалце и даље важио закон који прописује шеснаест година старости. Поред тога, усвојен је и Закон о недоличном понашању, који је често коришћен против геј мушкараца. Мушкарцима није било дозвољено задржавање у јавном тоалету дуже од пет минута, док су жене морале носити једино гардеробу која их чини женственим. Као реакцију на ова два закона, Јакоб Шорер је основао холандски огранак Научно–хуманитарног комитета, који се борио против дискриминације ЛГБТ особа. Шорер је био познати колекционар књига о хомосексуалној љубави. Његова приватна библиотека је била једна од највећих библиотека лезбијске и геј књижевности на свету.
У овом периоду, мушкарци су партнере налазили међу морнарима или грађевинским радницима, док су жене издвајале знатне суме новца за секс са проституткама.

#### 1940 — 1969
Холандски огранак Научно–хуманитарног комитета био је укинут када је почео Други светски рат. Нацисти су прогонили хомосексуалце, а у холандски Устав је уведен Параграф 175, којим се хомосексуалност третира као кривично дело. Покрет за заштиту права ЛГБТ особа оживео је већ 1945, у згради Центра за културу и рекреацију (Cultuur en Ontspanningscentrum), у Хагу. Оснивач организације је био Ник Енгелсхман, који је исте године објавио Право на живот – проглас о правима хомосексуалаца и лезбијки. Ово је била прва организација те врсте у свету. Године 1998, један од амстердамских мостова понео је Енгелсхманово име.
Крајем четрдесетих па до шездестих година, неколико холандских психијатара и свештеника представљало је хомосексуалност као блажи облик менталне болести. Када је шездесетих у свету избила сексуална револуција, негативни ставови у вези са другачијим сексуалним опредељењем су сузбијени. У Холандији су легализовани побачај и порнографија, а на прељубу се није више гледало као на злочин.

#### 1970 — 1999
Године 1970. у Амстердаму је отворен први ексклузивни лезбијски клуб, „Табу“, следеће године укинут је члан 248бис, а две године касније, холандске психијатријске установе престају да третирају хомосексуалност као ментални поремећај. Члан 248бис био је одговоран за кривично гоњење пет хиљада геј мушкараца. Хомосексуалцима је дозвољено да служе војни рок, почиње да се штампају Геј новине (Gay Krant), а либералне и лево оријентисане партије, које су се залагале за толеранцију и либерализам, почињу активно да се боре за права ЛГБТ особа.

Иако је дискриминација на основу сексуалног опредељења забрањена законом, то не значи да је нема у одређеним социјалним групама. Ортодоксни католици, и нарочито муслимани, који чине 10% популације, настављају да вређају хомосекуалце. Реч flikker (педер) још увек се може чути у школским двориштима широм земље.

Сајт 
 Године 1972. оснива се лезбијска организација Љубичасти септембар, а шест година касније, законом се легализује промена пола, која је финансирана из државног буџета.
Епидемија ХИВ-АИДС-а током осамдестих натерала је већину холандских хомосексуалаца и лезбијки да промене своје сексуално понашање и почну да упражњавају сигуран секс. У школе је уведено сексуално образовање, а број заражених вирусом био је нижи у односу на друге земље.
Године 1993. у земљи је легализована проституција, а у Устав уведен Закон о једнаким грађанским правима. Овим актом се дискриминација на основу сексуалног опредељења третира као кривично дело – припадник ЛГБТ популације не сме бити дискриминисан на послу, има право да наследи имовину свог партнера, да прима његову пензију. Ипак, дванаест година касније, откривено је да је један учитељ једне верске школе отпуштен када се сазнало да живи у истополној заједници. Године 1998. легализована су регистрована партнерства за истополне парове, те су им дата готово сва права која уживају и венчани парови различитог пола. Мушкарац који није Холанђанин, а чији је регистровани партнер Холанђанин, може добити холандско држављанство три године после регистрације. Ако се узме у обзир да се у другим случајевима на холандско држављанство чека пет до десет година, ово је најбржи могући начин.

### 21. век

#### Легализација истополних бракова
Првог априла 2001. године Холандија је легализовала бракове између особа истог пола (хол. homohuwelijk) и тако постала прва земља у свету која је то урадила.

##### Закон о браку
Почетком осамдесетих, група активиста превођених Хенком Кролом, главним уредником Геј новина, затражила је од владе да хомосекуалцима буде омогућено да ступе у брак. Године 1995. влада је организовала комисију чији је задатак био да истражи колико је могуће усвојити такав закон, и да истражи мишљење јавног мњења. Она је завршила са радом две године касније, а њене анализе су показале да је земља спремна за легализацију истополних бракова. Године 2000. 109 чланова Доњег дома Парламента гласало је за, док је 33 гласало против, па је 19. децембра исте године Горњи дом усвојио закон. У члан о браку у Грађанском закону унета је реченица: Брак могу склопити две особе истог или различитог пола. Закон је ступио на снагу 1. априла следеће године, када су тачно у поноћ, у Амстердаму склопљена четири истополна брака.

##### Услови и права
Да би брак између две особе истог пола могао бити склопљен, оне морају имати холандско држављанство или да им Холандија буде место сталног боравка. У брак могу ступити пунолетне особе, или малолетне особе уз пристанак родитеља. Брак је најпре важио само на територији Холандије, а потом и у остала три дела краљевства – Аруби, Курасаоу и Светом Мартину. На овим карипским острвима је пак немогуће склопити брак, и истополним особама које живе у брачној заједници нису гарантована сва права која уживају хетеросексуални парови. У Холандији за све важе подједнака права, без разлика – услови које важе за склапање и раскид брака и код једних и код других су исти.
Код лезбејских парова, мајка детета је она која га је родила, док друга мора да прође кроз процес усвајања да би добила статус мајке. Када се међутим дете рађа посредством донора сперме, обе мајке аутоматски добијају статус мајки.

##### Статистика
Шест месеци након што је нови закон о браку ступио на снагу, истополни бракови чинили су 3,6% од укупног броја бракова склопљених у земљи – 2.100 мушкараца и 1.700 жена ступили су у истополни брак. До 2004. укупан број ових бракова прелазио је 6.000, а само 2005. склопљено их је 1.100. До данас је у Холандији склопљено више од 30.000 истополних бракова, будући да се од 2005. сваке године склопи око 1.200 бракова.